# Ôn Tông Nghiêu

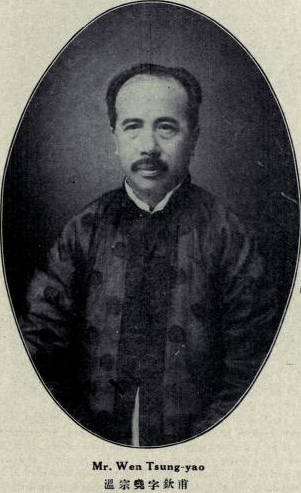
Ôn Tông Nghiêu (Who's Who in China 3rd ed., 1925)

Ôn Tông Nghiêu (phồn thể: 溫宗堯; giản thể: 温宗尧; bính âm: Wēn Zōngyáo) (1876 – 30 tháng 11 năm 1947), tự Khâm Phủ (欽甫), là nhà chính trị và ngoại giao thời nhà Thanh và Trung Hoa Dân Quốc. Cuối thời nhà Thanh, ông thuộc nhóm ủng hộ cải cách. Đầu thời Dân Quốc, ông từng tham gia Chính phủ quân sự Quảng Đông của Tôn Dật Tiên. Tuy nhiên, khi Nhật xâm lược Trung Hoa, ông lại trở thành một lãnh đạo trong Chính phủ Duy tân Trung Hoa Dân Quốc và chế độ Uông Tinh Vệ, là những chính quyền bù nhìn của Nhật.

## Tiểu sử

### Cuối thời nhà Thanh
Ông sinh ra tại Tân Ninh (新寧, nay là Thai Sơn), Quảng Đông. Ông vào học tại Trung ương thư viện, Hồng Kông (中央書院), Tôn Dật Tiên là bạn cùng khóa với ông. Ông là thành viên Phụ Nhân văn xã, chủ trương làm cách mạng lật đổ nhà Thanh. Năm 1895, Ôn gia nhập Hưng Trung hội của Tôn. Năm 1897, ông theo học tại Đại học Đế quốc Thiên Tân (天津北洋大學堂), sau khi tốt nghiệp trở thành giảng viên Anh ngữ tại Queen's College (皇仁書院, đổi tên từ Trung ương thư viện). Sau đó ông làm thư ký cho Feng Keyi (馮克伊), người phụ trách giao thiệp với Anh quốc.
Tháng 7 năm 1900, Ôn Tông Nghiêu tham gia cuộc khởi nghĩa của lãnh tụ cải cách Đường Tài Thường (唐才常), và được bổ nhiệm làm ủy viên ngoại vụ tại Thượng Hải. Nhưng đến tháng sau, Đường thất bại và bị xử tử. Ôn trốn xuống Hoa Nam, phục vụ dưới trướng Tổng đốc Lưỡng Quảng (兩廣總督). Từ năm 1903-1908, ông giữ các chức Cục trưởng Cục Dương vụ Lưỡng Quảng (兩廣洋務局局長), Giám đốc Điện báo Quảng Đông, Giám đốc trường thiếu sinh quân Quảng Đông (廣東將辦學堂), vv. Năm 1904, ông được cử làm Phó đại sứ sang Ấn Độ đàm phán với Chính phủ Anh về hoạt động thương mại Anh tại Tây Tạng (英藏訂約副大臣) trong phái bộ Đường Thiệu Nghi. Tháng 8 cùng năm, Ôn trở về Trung Hoa, trở thành thư ký ngoại vụ cho Tổng đốc Lưỡng Quảng Sầm Xuân Huyên.
Năm 1908, Ôn Tông Nghiêu được bổ nhiệm làm Trú Tạng phó đại thần (駐藏參贊大臣), đại diện chính phủ nhà Thanh. Trong thời gian đó, ảnh hưởng của Anh quốc lên Đạt Lai Lạt Ma XIII ngày càng tăng, do đó Ôn muốn khôi phục ảnh hưởng của nhà Thanh và yêu cầu Đạt Lai Lạt Ma XIII cho quân Thanh vào đóng tại Tây Tạng. Nhưng Đạt Lai Lạt Ma XIII phản đối ý định này, rồi trốn sang Ấn Độ. Nhà Thanh tuyên bố phế truất ông này. Sau đó Ôn trở về Bắc Kinh, được bổ nhiệm vào Tổng lý Nha môn.

### Đầu thời Dân Quốc
Tháng 10 năm 1911, Cách mạng Tân Hợi nổ ra, Ôn Tông Nghiêu, Ngũ Đình Phương và Trương Kiển tuyên bố ủng hộ chế độ cộng hòa. Sau khi Trung Hoa Dân Quốc thành lập năm 1912, Ôn tham gia chính trị. Tháng 8 năm 1912, ông tham gia Quốc dân đảng của Tống Giáo Nhân, được cử làm ủy viên chấp hành. Tháng 12 năm 1915, Chiến tranh Hộ quốc nổ ra, Ôn tham gia Hộ quốc quân chống lại Viên Thế Khải. Tháng 5 năm 1916, Cục Quân vụ (軍務院) được thành lập, Ôn được cử làm Phó tùy viên Ngoại giao.
Tháng 9 năm 1917, Tôn Dật Tiên phát động phong trào Hộ pháp và thành lập Chính phủ quân sự Quảng Châu. Ôn tham gia chính phủ này, nhưng ông lại ủng hộ Sầm Xuân Huyên chống lại Tôn. Tháng 5 năm 1918, Tôn mất quyền lãnh đạo chính phủ, khi hệ thống 7 tổng thống được thiết lập. Sầm giành được chức Đại tổng thống, khiến Tôn thất vọng bỏ luôn chức Tổng thống. Tháng 4 năm 1920, Ôn được Sầm bổ nhiệm làm Bộ trưởng Ngoại giao, rồi đến tháng 5 trở thành một trong 7 tổng thống. Nhưng đến tháng 11, Sầm bị lực lượng của Tôn và Trần Quýnh Minh đánh bại, Ôn cũng từ chức về ẩn dật tại Thượng Hải hơn 10 năm.

### Trong Chính phủ Duy tân và chính quyền Uông Tinh Vệ

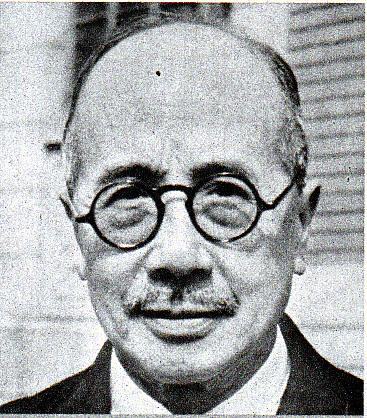
Ôn Tông Nghiêu (khoảng năm 1940)

Tháng 2 năm 1938, người Nhật liên lạc với Ôn Tông Nghiêu, đứng ra thành lập chính phủ bù nhìn cùng với Lương Hồng Chí. Tháng sau, họ thành lập Chính phủ Duy tân Trung Hoa Dân Quốc tại Nam Kinh, Ôn được bổ nhiệm làm Viện trưởng Lập pháp viện (立法院院長). Tháng 3 năm 1940, chính thể Uông Tinh Vệ thành lập, Ôn được bổ nhiệm Viện trưởng Tư pháp viện (司法院院長), rồi giữ nhiều chức vụ quan trọng khác.
Sau khi Nhật đầu hàng vô điều kiện và chính quyền Uông Tinh Vệ sụp đổ, Ôn Tông Nghiêu bị Chính phủ Quốc dân bắt giữ ngày 27 tháng 9 năm 1945. Ngày 8 tháng 7, ông bị kết án chung thân vì tội phản bội (Hán gian).
Ôn Tông Nghiêu chết trong tù tại Nam Kinh ngày 30 tháng 11 năm 1947.